# Betsy Judels
Betsy Judels, geboren Maria Elizabeth Kamphuijzen, (Amsterdam, 23 januari 1872 – Mortsel, 17 juni 1940) was een Nederlands-Belgische sopraan.
Ze was de dochter van toneelspeler/toneelregisseur Dirk Johan Herman Alexander Kamphuyzen (geboren in Buiksloot) en de Amsterdamse Maria Petronella Johanna Colpaar, wonende aan Botermarkt. In 1908 trouwde ze met bariton/bas Jef Judels.
Haar muziekopleiding verkreeg ze van Cornélie Meysenheim.  In 1892 maakte ze haar debuut (mej. E. Kamphuijzen) bij de Nederlandsche Opera onder leiding van Johannes George de Groot. Ze zong de rol van Siebel in de opera Faust van Charles Gounod, waarbij Cato Engelen-Sewing, afgewisseld door Céline Harmsen de rol van Margarete zong. Ze bleef tot zomer 1897 bij het gezelschap, al stond het toen al onder leiding van Cornelis van der Linden. Het daaropvolgende seizoen verbond ze zich aan de Vlaamse Opera in Antwerpen, waarbij ze tot 1908 zou optreden. Ook was ze enkele jaren gast bij dan wel verbonden aan de Opera van Gent. In die jaren zong ze veelvuldig in premières van Vlaamse opera's, zoals van Jan Blockx en Paul Gilson. Af en toe was ze in Nederland te zien, maar ook in Frankrijk net over de grens. In aanvulling op haar optredens verzorgde ze tevens zanglessen.